# Frea congoana
Frea congoana là một loài bọ cánh cứng trong họ Cerambycidae.